# Pawel Barejscha
Pawel Henadsewitsch Barejscha (belarussisch Павел Генадзевіч Барэйша; bei der IAAF englisch Pavel Bareisha; * 16. Februar 1991 in Hrodna, BSSR, Sowjetunion) ist ein belarussischer Hammerwerfer.

## Sportliche Laufbahn
Erste internationale Erfahrungen sammelte Pawel Barejscha bei den Juniorenweltmeisterschaften 2010 im kanadischen Moncton, bei denen er mit 73,23 m den sechsten Platz belegte. Ein Jahr darauf schied er bei den U23-Europameisterschaften in Ostrava mit 65,41 m in der Qualifikationsrunde aus. 2014 qualifizierte er sich für die Europameisterschaften in Zürich und belegte dort im Finale mit 74,73 m den zehnten Platz. Bei der Sommer-Universiade im koreanischen Gwangju gewann er mit einer Wurfweite von 75,75 m zwischen dem Goldmedaillengewinner Paweł Fajdek aus Polen (80,05 m) und seinem an dritter Stelle positionierten Landsmann Sjarhej Kalamojez (74,68 m) die Silbermedaille. Damit qualifizierte er sich auch für die Weltmeisterschaften in Peking, bei denen er mit 71,41 m in der Qualifikation ausschied, wie auch bei den Europameisterschaften im darauffolgenden Jahr in Amsterdam mit 72,19 m. Trotzdem gelang es ihm, sich für die Olympischen Spiele in Rio de Janeiro zu qualifizieren, bei denen er aber mit 73,33 m ebenfalls nicht das Finale erreichte.
2017 erreichte Barejscha bei der Team-Europameisterschaft nahe dem französischen Lille mit geworfenen 77,52 m den zweiten Rang vor dem Briten Nick Miller (76,65 m) – geschlagen geben mussten sich beide nur dem erneut siegreichen Polen Fajdek (78,29 m). Er qualifizierte sich erneut für die Weltmeisterschaften in London, bei denen er diesmal mit 75,86 m im Finale Rang neun belegte. Zwei Wochen später gewann er bei der Sommer-Universiade in Taipeh mit 77,98 m die Silbermedaille hinter dem erneut erstplatzierten Polen Fajdek (79,16 m) und vor dem Moldauer Serghei Marghiev (74,98 m). 2018 belegte er bei den Europameisterschaften in Berlin mit 77,02 m den vierten Rang.
Auch in seinem Heimatland konnte sich Barejscha als Hammerwerfer profilieren, indem er sich 2014 und 2015 mit erreichten Wurfweiten von 76,52 m (Hrodna, 2014) und 76,06 m (Hrodna, 2015) zum belarussischen Meister krönte. 2020 siegte er in Minsk mit einem Wurf auf 76,23 m. Er ist Student an der Janka Kupala State University of Grodno.